# 조근제
조근제(趙根濟, 1953년 5월 23일~)은 대한민국의 정치인이다. 민선 7·8기 경상남도 함안군수이다.

## 학력
- 산인국민학교 졸업(31회)
- 함안중학교 졸업(17회)
- 함안종합고등학교 졸업(33회)
- 진주산업대학교 동물소재공학 학사

## 경력
- 1997.08~2005.08: 제13·14대 함안축산업협동조합 조합장
- 2000~2007: 창원지방법원 함안군법원 조정위원
- 2006.07~2010.06: 제8대 경상남도의회 의원(초선, 함안군 제1선거구)
  - 2008.07~2009.11: 제8대 경상남도의회 후반기 농수산위원회 부위원장
  - 2009.11~2010.06: 제8대 경상남도의회 후반기 예산결산특별위원회 위원장
- 2010.07~2014.03: 제9대 경상남도의회 의원(재선, 함안군 제1선거구)
  - 2010.07~2012.06: 제9대 경상남도의회 전반기 농해양수산위원회 위원장
  - 2012.07~2014.03: 제9대 경상남도의회 후반기 부의장
- 자유한국당 중앙직능위원회 농림축산분과 부위원장
- 2018.07~2022.06: 제53대 경상남도 함안군수(초선, 민선 7기)
- 2022.07~: 제54대 경상남도 함안군수(재선, 민선 8기)
- 2022.09~: 대한민국 시장·군수·구청장 협의회 군수대표

## 전과
- 도로교통법위반: 벌금 1,000,000원 - 2000년 12월 18일 선고[1]

## 역대 선거 결과
|  | 50.68% |

|  | 47.77% |

|  | 0% |

|  | 51.10% |

|  | 67.42% |